# Sheldry Osepa
Sheldry Paul Osepa (1974) is een Curaçaos jurist en politicus.
Osepa studeerde tot 2002 rechten aan de Katholieke Universiteit Brabant. Hij was werkzaam bij Vluchtelingenwerk in Tilburg (2001) en als juridisch adviseur bij de Sociaal Economische Raad van de Nederlandse Antillen (2003-2004). Tussen 2004 en 2007 was hij inspecteur voor invoerrechten en accijnzen. Hierna was hij tot september 2010 als jurist aan Knoppel, Knoppel & Partners Advocaten verbonden. Tussen september 2010 en oktober 2010 was hij gedeputeerde van constitutionele zaken. Van 10 oktober 2010 tot 12 februari 2013 was Osepa namens de Movementu Futuro Kòrsou (MFK) de eerste Gevolmachtigd minister van Curaçao. Hierna hervatte hij zijn werk als advocaat. Medio 2017 verliet hij de MFK. Osepa sloot zich aan bij de Nationale Volkspartij waarvoor hij in 2021 in het Staten van Curaçao kwam.